# In a World Like This Tour
In a World Like This Tour (também conhecida como 20th Anniversary Tour) foi a décima turnê musical do grupo estadunidense Backstreet Boys, realizada em apoio a seu oitavo álbum de estúdio, In a World Like This (2013). A turnê que contou com os cinco integrantes originais em sete anos, após o retorno de Kevin Richardson em 2012, teve seu início em 25 de maio de 2013 em Pequim, China e encerrou-se em 28 de junho de 2015 em Monterrey, México, com um total de 176 concertos em 44 países, tornando-a uma das maiores turnês do grupo.
Adicionalmente, em termos de receita, a In a World Like This Tour se estabeleceu em número 44 como a turnê de maior bilheteria mundial do ano de 2014, com um total bruto de US$ 32,8 milhões de dólares e vendas de ingressos de 607.407 mil, com concertos realizados na Europa e América do Norte.

## Antecedentes e desenvolvimento
Em janeiro de 2013, com o intuito de celebrar seu aniversário de vinte anos e de realizar a promoção de seu oitavo álbum de estúdio In a World Like This, que seria lançado em junho, as primeiras notícias relacionadas a turnê foram anunciadas com concertos planejados para a China. Em março, mais de mil ingressos foram vendidos em apenas um minuto para o concerto a ser realizado em Cantão (Guangzhou), estabelecendo um recorde no país. Posteriormente, o grupo recebeu uma estrela na Calçada da Fama e divulgou cenas de seu documentário biográfico em fase de produção, que também havia captado cenas dos ensaios da turnê. Em maio, Nick Carter participou do programa de rádio On Air with Ryan Seacrest e revelou que o Backstreet Boys estava planejando uma turnê pela América do Norte, juntamente com o lançamento do álbum.
O grupo anunciou oficialmente a turnê através do programa Good Morning America. AJ McLean revelou que a In a World Like This Tour traria uma sensação teatral para o público, sendo realizada como um mini-filme. Seu repertório consistiu normalmente de 22–23 canções, incluindo um conjunto acústico de 4-5 canções durante as quais os membros do Backstreet Boys tocaram instrumentos. Kevin Richardson tocou teclado, Brian Littrell e Nick Carter tocaram violão, Howie Dorough tocou baixo e AJ McLean tocou percussão e Cajón. O conjunto acústico iniciou-se com uma versão a cappella de "Safest Place to Hide" (substituída por "Drowning" em maio de 2014) e inclui uma canção chave  que variou entre as apresentações, como "Back to Your Heart", "Just Want You to Know", "Trust Me", "Siberia" entre outras.

### Incidente em Chicago
Durante o concerto realizado no FirstMerit Bank Pavilion, em Chicago, Estados Unidos, o mesmo acabou sendo interrompido restando cinco canções para o encerramento do concerto, devido a isso os microfones do grupo foram desligados e as luzes do palco foram apagadas. Mais tarde, uma declaração da produtora Live Nation foi divulgada, explicando que o concerto havia começado tarde e que eles esperavam terminar a apresentação junto com o toque de recolher em vigência na cidade. No entanto, o concerto foi interrompido cinco minutos antes do toque de recolher. Com o ocorrido, o grupo prometeu que voltaria a Chicago para dar aos fãs um concerto completo, e anunciou em 2014 que haveria outra apresentação a ser realizada no mesmo local para a data de 11 de junho de 2014.

### Cancelamento em Ra'anana
Em maio de 2014, o grupo anunciou três datas de concertos em Ra'anana, Israel, para o mês de junho do mesmo ano. Todos os três concertos tiveram seus ingressos esgotados em uma hora e meia. No entanto, em julho de 2014, o Backstreet Boys se viu forçado a adiar as apresentações por motivos de segurança, devido ao conflito de Israel-Gaza. Logo depois, uma foto de uma pessoa segurando uma bomba de morteiro israelense, trazendo a frase em hebraico "Isso é para  cancelar os Backstreet Boys, sua escória!", tornou-se viral. Alguns dias depois, outra foto tornou viral-se, desta vez trazendo soldados das Forças de Defesa de Israel, portando placas em hebraico com as frases: "Os reservistas" "exigem" "os Backstreet Boys" "Em Israel!", em uma campanha para que o grupo retornasse ao país. O Backstreet Boys não comentou nenhuma das fotos, entretanto em novembro de 2014, reagendou os três concertos para maio de 2015 no mesmo local.

## Transmissões e gravações
O concerto realizado em 11 de outubro de 2013 em Saitama, Japão, foi filmado e lançado em DVD e Blu-ray no país em 28 de março de 2014, sob o título de In a World Like This Japan Tour 2013. Também há edições especiais do material, incluindo cenas de bastidores.

## Atos de abertura
- Jesse McCartney (América do Norte—etapa 2, em datas selecionadas)[20]
- DJ Pauly D (América do Norte—etapa 2, em datas selecionadas)[20]
- The Exchange  (Europa—etapa 5, em datas selecionadas)[21]
- All Saints (Reino Unido & Irlanda)[22]
- Victoria Duffield (América do Norte—etapa 6, em datas selecionadas)[23]
- Avril Lavigne (América do Norte—etapa 6, em datas selecionadas)[24]
- Baylee Littrell (Canadá)[25]
- B5 (Grand Prairie, Estados Unidos)[26]
- Redrama (Finlândia)[27]
- Tippy Dos Santos (Filipinas)[28]
- All Our Exes Live in Texas (Austrália)[29]

## Repertório
O repertório abaixo é representativo do concerto ocorrido em 7 de agosto de 2013 em Toronto, Canadá, não correspondendo necessariamente aos outros concertos da turnê.
1. "The Call"
2. "Don't Want You Back"
3. "Incomplete"
4. "Permanent Stain"
5. "All I Have to Give"
6. "As Long as You Love Me"
7. "Show 'Em (What You're Made Of)"
8. "Show Me the Meaning of Being Lonely"
9. "Breathe"
10. "I'll Never Break Your Heart"
11. "We've Got It Goin' On"
12. "Safest Place to Hide" (a cappella)
13. "10,000 Promises" (acústico)
14. "Madeleine" (acústico)
15. "Quit Playing Games (with My Heart)" (acústico)
16. "The One"
17. "Love Somebody"
18. "More than That"
19. "In a World like This"
20. "I Want It That Way"

Bis
1. "Everybody (Backstreet's Back)"
2. "Larger than Life"

- Nos concertos realizados na segunda etapa asiática, em outubro de 2013, "More Than That" foi substituída por "Shape of My Heart".
- A partir do concerto realizado em San Diego, Estados Unidos, em maio de 2014, "Safest Place to Hide" foi substituída por "Drowning".

## Datas da turnê
| Data                       | Cidade           | País           | Local                                        |
| Ásia                       | Ásia             | Ásia           | Ásia                                         |
| -------------------------- | ---------------- | -------------- | -------------------------------------------- |
| 25 de maio de 2013         | Pequim           | China          | MasterCard Center                            |
| 28 de maio de 2013         | Xangai           | China          | Shanghai Indoor Stadium                      |
| 31 de maio de 2013         | Chengdu          | China          | Sichuan Provincial Gymnasium                 |
| 2 de junho de 2013         | Fucheu           | China          | Fujian Sports Exhibition Hall                |
| 6 de junho de 2013         | Nanquim          | China          | Wutaishan Gymnasium                          |
| 8 de junho de 2013         | Cantão           | China          | Haixinsha Square                             |
| América do Norte           |                  |                |                                              |
| 2 de agosto de 2013        | Chicago          | Estados Unidos | FirstMerit Bank Pavilion                     |
| 3 de agosto de 2013        | Maryland Heights | Estados Unidos | Verizon Wireless Amphitheater                |
| 4 de agosto de 2013        | Toledo           | Estados Unidos | Huntington Center                            |
| 6 de agosto de 2013        | Montreal         | Canadá         | Bell Centre                                  |
| 7 de agosto de 2013        | Toronto          | Canadá         | Molson Canadian Amphitheatre                 |
| 8 de agosto de 2013        | Clarkston        | Estados Unidos | DTE Energy Music Theatre                     |
| 9 de agosto de 2013        | Cincinnati       | Estados Unidos | PNC Pavilion                                 |
| 10 de agosto de 2013       | Cleveland        | Estados Unidos | Jacobs Pavilion at Nautica                   |
| 12 de agosto de 2013       | Boston           | Estados Unidos | Bank of America Pavilion                     |
| 13 de agosto de 2013       | Wantagh          | Estados Unidos | Nikon at Jones Beach Theater                 |
| 15 de agosto de 2013       | Holmdel Township | Estados Unidos | PNC Bank Arts Center                         |
| 16 de agosto de 2013       | Camden           | Estados Unidos | Susquehanna Bank Center                      |
| 17 de agosto de 2013       | Virginia Beach   | Estados Unidos | Farm Bureau Live                             |
| 18 de agosto de 2013       | Bristow          | Estados Unidos | Jiffy Lube Live                              |
| 20 de agosto de 2013       | Raleigh          | Estados Unidos | Time Warner Cable Music Pavilion             |
| 21 de agosto de 2013       | Charlotte        | Estados Unidos | Verizon Wireless Amphitheatre                |
| 22 de agosto de 2013       | Atlanta          | Estados Unidos | Chastain Park Amphitheater                   |
| 23 de agosto de 2013       | Tampa            | Estados Unidos | MidFlorida Credit Union Amphitheatre         |
| 25 de agosto de 2013       | West Palm Beach  | Estados Unidos | Cruzan Amphitheatre                          |
| 26 de agosto de 2013       | Jacksonville     | Estados Unidos | Jacksonville Veterans Memorial Arena         |
| 27 de agosto de 2013       | Tuscaloosa       | Estados Unidos | Tuscaloosa Amphitheater                      |
| 28 de agosto de 2013       | Tupelo           | Estados Unidos | BancorpSouth Arena                           |
| 30 de agosto de 2013       | Grand Prairie    | Estados Unidos | Verizon Theatre at Grand Prairie             |
| 31 de agosto de 2013       | The Woodlands    | Estados Unidos | Cynthia Woods Mitchell Pavilion              |
| 1 de setembro de 2013      | Cedar Park       | Estados Unidos | Cedar Park Center                            |
| 4 de setembro de 2013      | Los Angeles      | Estados Unidos | Gibson Amphitheatre                          |
| 5 de setembro de 2013      | Phoenix          | Estados Unidos | Comerica Theatre                             |
| 6 de setembro de 2013      | Irvine           | Estados Unidos | Verizon Wireless Amphitheatre                |
| 7 de setembro de 2013      | Las Vegas        | Estados Unidos | Mandalay Bay Events Center                   |
| 8 de setembro de 2013      | Concord          | Estados Unidos | Sleep Train Pavilion                         |
| 14 de setembro de 2013[A]  | Boston           | Estados Unidos | Hatch Memorial Shell                         |
| Ásia (etapa 2)             |                  |                |                                              |
| 2 de outubro de 2013       | Nagoia           | Japão          | Nippon Gaishi Hall                           |
| 3 de outubro de 2013       | Nagoia           | Japão          | Nippon Gaishi Hall                           |
| 5 de outubro de 2013       | Hamamatsu        | Japão          | Hamamatsu Arena                              |
| 7 de outubro de 2013       | Hiroshima        | Japão          | Hiroshima Green Arena                        |
| 8 de outubro de 2013       | Fukuoka          | Japão          | FICC Main Hall                               |
| 11 de outubro de 2013      | Saitama          | Japão          | Saitama Super Arena                          |
| 12 de outubro de 2013      | Saitama          | Japão          | Saitama Super Arena                          |
| 13 de outubro de 2013      | Saitama          | Japão          | Saitama Super Arena                          |
| 15 de outubro de 2013      | Kobe             | Japão          | World Memorial Hall                          |
| 16 de outubro de 2013      | Kobe             | Japão          | World Memorial Hall                          |
| 17 de outubro de 2013      | Tóquio           | Japão          | Tokyo International Forum                    |
| América do Norte (etapa 2) |                  |                |                                              |
| 4 de dezembro de 2013[B]   | Sacramento       | Estados Unidos | Ace of Spades                                |
| 6 de dezembro de 2013[C]   | Chicago          | Estados Unidos | Chicago Theatre                              |
| 8 de dezembro de 2013[D]   | St. Charles      | Estados Unidos | Family Arena                                 |
| 9 de dezembro de 2013[E]   | Cleveland        | Estados Unidos | House of Blues                               |
| 10 de dezembro de 2013[F]  | Pittsburgo       | Estados Unidos | Petersen Events Center                       |
| 13 de dezembro de 2013[G]  | Towson           | Estados Unidos | SECU Arena                                   |
| 14 de dezembro de 2013[H]  | Wallingford      | Estados Unidos | Toyota Oakdale Theatre                       |
| 16 de dezembro de 2013[I]  | Duluth           | Estados Unidos | Arena at Gwinnett Center                     |
| 17 de dezembro de 2013[J]  | Lake Buena Vista | Estados Unidos | House of Blues                               |
| 18 de dezembro de 2013[K]  | Houston          | Estados Unidos | Bayou Music Center                           |
| Europa                     |                  |                |                                              |
| 18 de fevereiro de 2014    | Lisboa           | Portugal       | Praça de Touros do Campo Pequeno             |
| 19 de fevereiro de 2014    | Madri            | Espanha        | Palácio Vistalegre                           |
| 20 de fevereiro de 2014    | Barcelona        | Espanha        | Sant Jordi Club                              |
| 22 de fevereiro de 2014    | Milão            | Itália         | Mediolanum Forum                             |
| 23 de fevereiro de 2014    | Warsaw           | Polónia        | Torwar Hall                                  |
| 24 de fevereiro de 2014    | Minsk            | Bielorrússia   | Minsk Arena                                  |
| 26 de fevereiro de 2014    | Moscou           | Rússia         | Crocus City Hall                             |
| 27 de fevereiro de 2014    | São Petersburgo  | Rússia         | A2 Arena                                     |
| 3 de março de 2014         | Munique          | Alemanha       | Olympiahalle                                 |
| 4 de março de 2014         | Berlim           | Alemanha       | O2 World                                     |
| 7 de março de 2014         | Helsinki         | Finlândia      | Hartwall Areena                              |
| 8 de março de 2014         | Stavanger        | Noruega        | DNB Arena                                    |
| 9 de março de 2014         | Oslo             | Noruega        | Oslo Spektrum                                |
| 10 de março de 2014        | Trondheim        | Noruega        | Trondheim Spektrum                           |
| 11 de março de 2014        | Bergen           | Noruega        | Koengen                                      |
| 13 de março de 2014        | Estocolmo        | Suécia         | Hovet                                        |
| 14 de março de 2014        | Gotemburgo       | Suécia         | Scandinavium                                 |
| 15 de março de 2014        | Copenhague       | Dinamarca      | Forum Copenhagen                             |
| 17 de março de 2014        | Oberhausen       | Alemanha       | König Pilsener Arena                         |
| 18 de março de 2014        | Paris            | França         | Zénith de Paris                              |
| 19 de março de 2014        | Zurique          | Suíça          | Hallenstadion                                |
| 20 de março de 2014        | Mannheim         | Alemanha       | SAP Arena                                    |
| 22 de março de 2014        | Antwerp          | Bélgica        | Sportpaleis                                  |
| 23 de março de 2014        | Hanover          | Alemanha       | TUI Arena                                    |
| 24 de março de 2014        | Roterdão         | Países Baixos  | Rotterdam Ahoy Sportpaleis                   |
| 26 de março de 2014        | Birmingham       | Inglaterra     | G Arena                                      |
| 28 de março de 2014        | Düsseldorf       | Alemanha       | ISS Dome                                     |
| 29 de março de 2014        | Hamburgo         | Alemanha       | O2 World Hamburg                             |
| 30 de março de 2014        | Amesterdã        | Países Baixos  | Heineken Music Hall                          |
| 1 de abril de 2014         | Dublin           | Irlanda        | The O2                                       |
| 3 de abril de 2014         | Glasgow          | Escócia        | SSE Hydro                                    |
| 4 de abril de 2014         | Londres          | Inglaterra     | The O2 Arena                                 |
| 5 de abril de 2014         | Manchester       | Inglaterra     | Phones 4u Arena                              |
| América do Norte (etapa 3) |                  |                |                                              |
| 3 de maio de 2014          | Moncton          | Canadá         | Moncton Coliseum                             |
| 4 de maio de 2014          | Halifax          | Canadá         | Halifax Metro Centre                         |
| 6 de maio de 2014          | Kingston         | Canadá         | Rogers K-Rock Centre                         |
| 7 de maio de 2014          | London           | Canadá         | Budweiser Gardens                            |
| 8 de maio de 2014          | Hamilton         | Canadá         | FirstOntario Centre                          |
| 11 de maio de 2014         | Winnipeg         | Canadá         | MTS Centre                                   |
| 13 de maio de 2014         | Moose Jaw        | Canadá         | Mosaic Place                                 |
| 14 de maio de 2014         | Lethbridge       | Canadá         | ENMAX Centre                                 |
| 16 de maio de 2014         | Calgary          | Canadá         | Scotiabank Saddledome                        |
| 17 de maio de 2014         | Edmonton         | Canadá         | Rexall Place                                 |
| 18 de maio de 2014         | Dawson Creek     | Canadá         | EnCana Events Centre                         |
| 20 de maio de 2014         | Vancouver        | Canadá         | Rogers Arena                                 |
| 22 de maio de 2014         | Seattle          | Estados Unidos | WaMu Theater                                 |
| 24 de maio de 2014         | Wheatland        | Estados Unidos | Sleep Train Amphitheatre                     |
| 25 de maio de 2014         | Mountain View    | Estados Unidos | Shoreline Amphitheatre                       |
| 28 de maio de 2014         | San Diego        | Estados Unidos | Viejas Arena                                 |
| 29 de maio de 2014         | Inglewood        | Estados Unidos | The Forum                                    |
| 30 de maio de 2014         | Las Vegas        | Estados Unidos | The AXIS                                     |
| 31 de maio de 2014         | Las Vegas        | Estados Unidos | The AXIS                                     |
| 2 de junho de 2014         | Albuquerque      | Estados Unidos | Isleta Amphitheater                          |
| 4 de junho de 2014         | Corpus Christi   | Estados Unidos | American Bank Center Arena                   |
| 5 de junho de 2014         | The Woodlands    | Estados Unidos | Cynthia Woods Mitchell Pavilion              |
| 6 de junho de 2014         | Oklahoma City    | Estados Unidos | Chesapeake Energy Arena                      |
| 7 de junho de 2014         | Kansas City      | Estados Unidos | Starlight Theatre                            |
| 9 de junho de 2014         | Omaha            | Estados Unidos | CenturyLink Center Arena                     |
| 10 de junho de 2014        | Saint Paul       | Estados Unidos | Xcel Energy Center                           |
| 11 de junho de 2014        | Chicago          | Estados Unidos | FirstMerit Bank Pavilion                     |
| 13 de junho de 2014        | Noblesville      | Estados Unidos | Klipsch Music Center                         |
| 14 de junho de 2014        | Burgettstown     | Estados Unidos | First Niagara Pavilion                       |
| 15 de junho de 2014        | Cincinnati       | Estados Unidos | Riverbend Music Center                       |
| 17 de junho de 2014        | Clarkston        | Estados Unidos | DTE Energy Music Theatre                     |
| 18 de junho de 2014        | Darien Center    | Estados Unidos | Darien Lake Performing Arts Center           |
| 20 de junho de 2014        | Mansfield        | Estados Unidos | Xfinity Center                               |
| 21 de junho de 2014        | Camden           | Estados Unidos | Susquehana Bank Center                       |
| 22 de junho de 2014        | Wantagh          | Estados Unidos | Nikon at Jones Beach Theater                 |
| Europa (etapa 2)           |                  |                |                                              |
| 29 de junho de 2014[L]     | Ipswich          | Inglaterra     | Chantry Park                                 |
| 6 de julho de 2014[M]      | Londres          | Inglaterra     | Hyde Park                                    |
| 9 de julho de 2014[N]      | Aalborg          | Dinamarca      | Skovdalen                                    |
| 10 de julho de 2014        | Ballerup         | Dinamarca      | Ballerup Super Arena                         |
| 11 de julho de 2014[O]     | Kristiansand     | Noruega        | Bendiksbukta                                 |
| 12 de julho de 2014[P]     | Fredrikstad      | Noruega        | Kongsten Fort                                |
| 15 de julho de 2014        | Viena            | Áustria        | Wiener Stadthalle                            |
| 17 de julho de 2014[Q]     | Zurique          | Suíça          | Dolder Grand                                 |
| 18 de julho de 2014[R]     | Locarno          | Suíça          | Piazza Grande                                |
| 20 de julho de 2014        | Ostend           | Bélgica        | Ostend Beach                                 |
| 22 de julho de 2014        | Cattolica        | Itália         | Arena della Regina                           |
| 23 de julho de 2014[T]     | Lucca            | Itália         | Piazza Napoleone                             |
| 27 de julho de 2014        | Gdansk           | Polónia        | Ergo Arena                                   |
| Ásia (etapa 3)             |                  |                |                                              |
| 16 de abril de 2015        | Wuhan            | China          | Hongshan Gymnasium                           |
| 18 de abril de 2015        | Pequim           | China          | MasterCard Center                            |
| 19 de abril de 2015        | Dalian           | China          | Zhongsheng Center                            |
| 22 de abril de 2015        | Kowloon Bay      | Hong Kong      | Star Hall                                    |
| 23 de abril de 2015        | Kowloon Bay      | Hong Kong      | Star Hall                                    |
| 24 de abril de 2015        | Cotai            | Macau          | CotaiArena                                   |
| 26 de abril de 2015        | Chongqing        | China          | International Convention & Exhibition Center |
| 28 de abril de 2015        | Xangai           | China          | Shanghai Indoor Stadium                      |
| 30 de abril de 2015        | Taipé            | Taiwan         | University of Taipei Gymnasium               |
| 2 de maio de 2015          | Buona Vista      | Singapura      | The Star Theatre                             |
| 3 de maio de 2015          | Kuala Lumpur     | Malásia        | Stadium Negara                               |
| 5 de maio de 2015          | Pasay            | Filipinas      | Mall of Asia Arena                           |
| 6 de maio de 2015          | Bancoque         | Tailândia      | Impact Arena                                 |
| Oceania                    |                  |                |                                              |
| 8 de maio de 2015          | Melbourne        | Austrália      | Rod Laver Arena                              |
| 9 de maio de 2015          | Sydney           | Austrália      | Allphones Arena                              |
| 10 de maio de 2015         | Brisbane         | Austrália      | Brisbane Entertainment Centre                |
| 12 de maio de 2015         | Auckland         | Nova Zelândia  | Vector Arena                                 |
| 15 de maio de 2015         | Perth            | Austrália      | Perth Arena                                  |
| Oriente Médio              |                  |                |                                              |
| 19 de maio de 2015         | Ra'anana         | Israel         | Ra'anana Amphitheater                        |
| 20 de maio de 2015         | Ra'anana         | Israel         | Ra'anana Amphitheater                        |
| 21 de maio de 2015         | Ra'anana         | Israel         | Ra'anana Amphitheater                        |
| América do Sul             |                  |                |                                              |
| 6 de junho de 2015         | Recife           | Brasil         | Chevrolet Hall                               |
| 8 de junho de 2015         | Rio de Janeiro   | Brasil         | Citibank Hall                                |
| 9 de junho de 2015         | Belo Horizonte   | Brasil         | Chevrolet Hall                               |
| 11 de junho de 2015        | Rio de Janeiro   | Brasil         | Citibank Hall                                |
| 12 de junho de 2015        | São Paulo        | Brasil         | Citibank Hall                                |
| 13 de junho de 2015        | São Paulo        | Brasil         | Citibank Hall                                |
| 14 de junho de 2015        | São Paulo        | Brasil         | Citibank Hall                                |
| 15 de junho de 2015        | Porto Alegre     | Brasil         | Pepsi on Stage                               |
| 17 de junho de 2015        | Buenos Aires     | Argentina      | Estádio Luna Park                            |
| 19 de junho de 2015        | Santiago         | Chile          | Movistar Arena                               |
| América do Norte (etapa 4) |                  |                |                                              |
| 22 de junho de 2015        | Cidade do México | México         | Auditorio Nacional                           |
| 23 de junho de 2015        | Cidade do México | México         | Auditorio Nacional                           |
| 24 de junho de 2015        | Cidade do México | México         | Auditorio Nacional                           |
| 25 de junho de 2015        | Cidade do México | México         | Auditorio Nacional                           |
| 27 de junho de 2015        | Guadalajara      | México         | Telmex Auditorium                            |
| 28 de junho de 2015        | Monterrey        | México         | Auditorio Banamex                            |

Festivais e outros concertos diversos
A Este concerto faz parte do "Mixfest"
B Este concerto faz parte do "Santa Slam"
C Este concerto faz parte do "Miracle on State Street"
D Este concerto faz parte do "Mistletoe Show"
E Este concerto faz parte do "Holiday Ho Show"
F Este concerto faz parte do "Starry Night"
G Este concerto faz parte do "Mistletoe Meltdown"
H Este concerto faz parte do "All Star Christmas"
I Este concerto faz parte do "Jingle Jam"
J Este concerto faz parte do "All I Want for Christmas"
K  Este concerto faz parte do "T'was the Week before Christmas"
L Este concerto faz parte do "East Coast Live"
M Este concerto faz parte do "Barclaycard British Summer Time Festival"
N Este concerto faz parte do "Skovrock"
O Este concerto faz parte do "Odderøya Live"
P Este concerto faz parte do "Tall Ships' Races"
Q  Este concerto faz parte do "Live at Sunset"
R  Este concerto faz parte do "Moon and Stars"
S Este concerto faz parte do "Lucca Summer Festival"

### Cancelamentos e concertos remarcados
| 26 de maio de 2013  | Shenzhen, China                  | Shenzhen Bay Sports Center Gymnasium | Cancelado                                                     |
| 4 de agosto de 2013 | Toledo, Estados Unidos           | Toledo Zoo Amphitheater              | Movido para Huntington Center                                 |
| 1 de junho de 2014  | Memphis, Estados Unidos          | FedExForum                           | Cancelado                                                     |
| 8 de junho de 2014  | Tacoma, Estados Unidos           | Tacoma Dome                          | Cancelado                                                     |
| 12 de junho de 2014 | Washington, D.C., Estados Unidos | Verizon Center                       | Cancelado                                                     |
| 27 de junho de 2014 | Liverpool, Inglaterra            | Echo Arena Liverpool                 | Cancelado. Este concerto era parte do "Pop across the Mersey" |
| 28 de junho de 2014 | Weston-super-Mare, Inglaterra    | Weston-super-Mare Beach              | Cancelado. Este concerto era parte do "South West Live"       |
| 19 de julho de 2014 | Essen, Alemanha                  | Stadion Essen                        | Cancelado                                                     |
| 25 de julho de 2014 | Berlim, Alemanha                 | Waldbühne                            | Cancelado                                                     |
| 26 de julho de 2014 | Leipzig, Alemanha                | Völkerschlachtdenkmal                | Cancelado                                                     |
| 29 de julho de 2014 | Ra'anana, Israel                 | Ra'anana Amphitheater                | Reagendado para 19 de maio de 2015                            |
| 30 de julho de 2014 | Ra'anana, Israel                 | Ra'anana Amphitheater                | Reagendado para 20 de maio de 2015                            |
| 31 de julho de 2014 | Ra'anana, Israel                 | Ra'anana Amphitheater                | Reagendado para 21 de maio de 2015                            |

### Faturamento
| Local                                | Cidade           | Ingressos Vendidos / Disponíveis | Receita     |
| ------------------------------------ | ---------------- | -------------------------------- | ----------- |
| Bell Centre                          | Montreal         | 18,000 / 18,000 (100%)           | $837,911    |
| Jacksonville Veterans Memorial Arena | Jacksonville     | 6,717 / 6,717 (100%)             | $217,507    |
| Tuscaloosa Amphitheater              | Tuscaloosa       | 6,484 / 6,484 (100%)             | $264,289    |
| Verizon Theatre at Grand Prairie     | Grand Prairie    | 5,402 / 6,157 (88%)              | $309,423    |
| O2 World                             | Berlim           | 10,059 / 12,575 (80%)            | $640,162    |
| Hallenstadion                        | Zurique          | 10,059 / 13,000 (77%)            | $686,695    |
| Sportpaleis                          | Antwerp          | 12,466 / 14,129 (88%)            | $829,556    |
| O2 World Hamburg                     | Hamburgo         | 8,152 / 8,152 (100%)             | $503,925    |
| The O2 Arena                         | Londres          | 15,096 / 15,504 (97%)            | $877,687    |
| Phones 4u Arena                      | Manchester       | 10,814 / 10,814 (100%)           | $552,924    |
| Moncton Coliseum                     | Moncton          | 4,770 / 4,770 (100%)             | $254,490    |
| Halifax Metro Centre                 | Halifax          | 7,340 / 7,340 (100%)             | $378,819    |
| Rogers K-Rock Centre                 | Kingston         | 4,346 / 4,346 (100%)             | $290,565    |
| Budweiser Gardens                    | London           | 5,321 / 6,293 (84%)              | $361,503    |
| FirstOntario Centre                  | Hamilton         | 7,722 / 9,295 (83%)              | $502,815    |
| The Forum                            | Inglewood        | 9,310 / 10,287 (90%)             | $422,260    |
| The AXIS                             | Las Vegas        | 5,976 / 9,594 (62%)              | $474,874    |
| DTE Energy Music Theatre             | Clarkston        | 13,708 / 14,530 (94%)            | $419,043    |
| Rod Laver Arena                      | Melbourne        | 11,149 / 11,149 (100%)           | $878,745    |
| Allphones Arena                      | Sydney           | 12,960 / 12,960 (100%)           | $1,034,270  |
| Brisbane Entertainment Centre        | Brisbane         | 6,708 / 6,708 (100%)             | $521,933    |
| Auditorio Nacional                   | Cidade do México | 37,786 / 38,378 (98%)            | $1,958,071  |
| Auditorio Telmex                     | Guadalajara      | 7,800 / 8,135 (96%)              | $436,565    |
| Auditorio Banamex                    | Monterrey        | 6,190 / 6,770 (91%)              | $423,148    |
| Total                                | Total            | 244,335 / 262,535 (93%)          | $14,077,177 |